# Gare de Draâ Ben Khedda
La gare de Draâ Ben Khedda est une gare ferroviaire algérienne située sur le territoire de la commune de Draâ Ben Khedda, dans la wilaya de Tizi Ouzou.

## Situation ferroviaire
La gare est située au nord de la ville de Draâ Ben Khedda, sur la ligne de Thénia à Oued Aïssi, où elle est précédée de la gare de Tadmaït et suivie de celle de Boukhalfa.

## Histoire
La gare est mise en service le 19 avril 2017 à la suite de la rénovation du tronçon Thénia - Tizi Ouzou de la ligne de Thénia à Oued Aïssi.

## Service des voyageurs

### Desserte
La gare de Draâ Ben Khedda est desservie par les trains du réseau ferré de la banlieue d'Alger assurant les liaisons Alger - Oued Aïssi ou Thénia - Oued Aïssi.